# سویسان‌سیتی (کالیفرنیا)
سویسان‌سیتی (به انگلیسی: Suisun City) شهری در شهرستان سولانو ایالت کالیفرنیا است که در سرشماری سال ۲۰۱۰ میلادی، ۲۸۱۱۱ نفر جمعیت داشته است.